# کن‌جوتسو
کن‌جوتسو (ژاپنی: 剣術) اصطلاح کلی است که تمام مکاتب شمشیرزنی ژاپنی (کوبودو) را دربرمی‌گیرد و 1100 سال قدمت باستانی دارد که در ژاپن باستان برای اموزش سربازان سامورایی نوپا تدریس می شده.
شکل‌های مدرن کن‌دو و ایی‌آی‌دو که در سده بیستم میلادی تأسیس شده‌اند نیز در شیوه آموزشی شیوه مدرن کن‌جوتسو قرار می‌گیرند. کن‌جوتسو که از شیوه‌های سامورایی در دوره فئودال ژاپن نشأت گرفته، که به معنای فنون ویژه شمشیر سامورایی است.
فعالیت‌های دقیق و قراردادهای تمرینی کن‌جوتسو، از سبکی به سبک دیگر، متفاوت است.
واژه سبک به معنی مکتب یا سنت خاص میباشد. با این وجود همچنان شامل تمرین برای یادگیری فنون نبرد بدون حریف (تکنیک زدن به صورت فرم و کاتا) است. تمرینات با شیوه خاصی انجام میگیرد (استفاده از شمشیر چوبی (بوکن) و شینای).
در زمانه مدرن، هنرهای رزمی ژاپنی مبارزه با شمشیر را به کمک کن‌دو انجام می‌دهد که توسط دانش‌آموزان و نیروی پلیس به‌کار گرفته می‌شود و نه‌تنها در ژاپن، که در بسیاری از کشورهای دنیا رایج است.